# Nephrotoma suturalis suturalis
Nephrotoma suturalis suturalis is een tweevleugelige uit de familie langpootmuggen (Tipulidae). De soort komt voor in het Nearctisch gebied.